# Francisco Morales Saravia
Francisco Humberto Morales Saravia (Lima, 18 de mayo de 1969) es un abogado, constitucionalista y político peruano. Es desde 2022, magistrado del Tribunal Constitucional y presidente de dicha institución.

## Biografía
Nació en Lima, el 18 de mayo de 1969.
Obtuvo el título de abogado en la Universidad de San Martín de Porres. Realizó una Maestría en Derecho Constitucional en la Pontificia Universidad Católica del Perú y una maestría en Justicia Constitucional, Tutela Judicial y Derechos Fundamentales en Esade - Universidad Ramon Llull. Asimismo, estudió un doctorado en Derecho en la Universidad Autónoma de Barcelona.
En 2004 ingresó al Tribunal Constitucional como asesor jurisdiccional. Luego, de 2007 a 2008 fue coordinador del Gabinete de Asesores del TC. Posteriormente, de 2008 a 2012 se desempeñó como Secretario General del Tribunal Constitucional.
Es miembro de la Asociación Peruana de Derecho Constitucional.

### Magistrado del Tribunal Constitucional
El 10 de mayo del 2022, fue elegido como magistrado del Tribunal Constitucional con 98 votos a favor.

### Presidente del Tribunal Constitucional
En septiembre del 2022, el pleno del Tribunal Constitucional lo eligió presidente en reemplazo de Augusto Ferrero Costa.

## Publicaciones
- El amparo laboral en la jurisprudencia del Tribunal Constitucional (2017)
- El precedente constitucional vinculante y su aplicación por el Tribunal Constitucional del Perú (2017)